# Ибрагимовы
Ибрагимовы (баш. Ибраһимовтар) — башкирский род.

## Общая характеристика
Ибрагимовы происходят из башкир Уршак-Минской волости Ногайской дороги.
Родоначальником рода являлся Ибрагим Мрясев (?—1788) — пугачёвский полковник и участник Крестьянской войны 1773—1775 годов. С середины 1750-х годов до 1788 года служил старшиной Уршак-Минской волости. Отец Ибрагима Мрясева — старшина Уршак-Минской волости Меряс Юлумбетов (Мряс Елумбетов) совместно с Кидрасом Муллакаевым принимал участие в подавлении Башкирских восстаний 1735—1740 годов и в феврале 1737 года предлагал предводителю восставших Кильмяку Нурушеву сдаться властям, а в октябре-ноябре того же года участвовал в переговорах повстанцев с представителями правительства. По его имени была названа деревня Мрясово Уршак-Минской волости (ныне село Старомрясово Давлекановского района Республики Башкортостан). Известны его братья — Аскар, Арслангул и Алдар Юлумбетовы.
Сын Ибрагима Мрясева — Усман Ибрагимов (1764—?), в 1790-е годы являлся старшиной Уршак-Минской волости. Имел чин 14-го класса. По его имени была названа деревня Усманово Уршак-Минской волости Стерлитамакского уезда Оренбургской губернии (ныне Аургазинский района Республики Башкортостан). В 1811 году жил в своей деревне, а через 1-2 года вместе с 7 семьями был переведен в деревню Мрясово, где проживал его сын Лукман (другой сын — Загидулла Усманович Ибрагимов служил юртовым страшиной). В начале XIX века служил помощником начальника 7-го башкирского кантона, центр которого находился в деревне Мрясево.
Сын Усмана Ибрагимова — Лукман Усманович Ибрагимов (1785—?), находился на военной службе с 1801 года. В 1806—1807 годах в составе башкирского полка находился в Польше и Пруссии. В 1809—1814 годах служил юртовым старшиной, а в 1814—1828 годах — помощником начальника 7-го башкирского кантона. В 1812 году получил 14-й класс. В 1813 году пожертвовал царской армии четыре строевых коня и в числе прочих «удостоился получить высочайшее благоволение царя Александра I». В 1828—1854 годах — начальник 7-го башкирского кантона, преобразованного в 1847 году в 8-й башкирский кантон. С 1835 года — сотник, а с 1838 года — есаул. Владел 3700 десятинами земли. Совместно с братом Миграном имели 6 мельниц на реке Уршаке и одну — ветряную, а также поташный завод. Награждён золотой медалью «За усердную службу» (1833). Его сыновья:
- Абдулфазыл Лукманович Ибрагимов (1820—?) в 1838 году окончил Оренбургский Неплюевский кадетский корпус. В 1854—1856 годах начальник 8-го башкирского кантона. В 1856—1859 годах является начальником 28-го башкирского кантона (центр — деревня Сабашево). С 1858 года — есаул. В 1862—1863 годах служил управляющим в 26-м кантоне (центр — деревня Новые Карамалы). Владел 4005 десятинами земли, поташным заводом, мельницей. Награждён орденом Святого Станислава 3-й степени (1862), бронзовой медалью на Владимирской ленте «В память Восточной войны 1853—1856 гг.»[4].
- Урустам-Хаким Лукманович Ибрагимов (1832—?), зауряд-хорунжий. Служил юртовым старшиной 26-го кантона. Награждён медалью «В память Восточной войны 1853—1856 гг.»[1].
- Абдулгата Лукманович Ибрагимов в 1862—1863 годах служил начальником 7-го башкирского кантона.

Во 2-й половине XIX века род Ибрагимовых был записан в дворянскую родословную книгу Уфимской губернии.

## Потомки
- Ибрагимов, Ильдар Абдуллович (родился 15 июля 1932 года) — математик. Академик РАН (1997), доктор физико-математических наук (1966), профессор (1967)[5],Лауреат Ленинской премии 1970 года(совместно с Линником).